# Tanel Leok

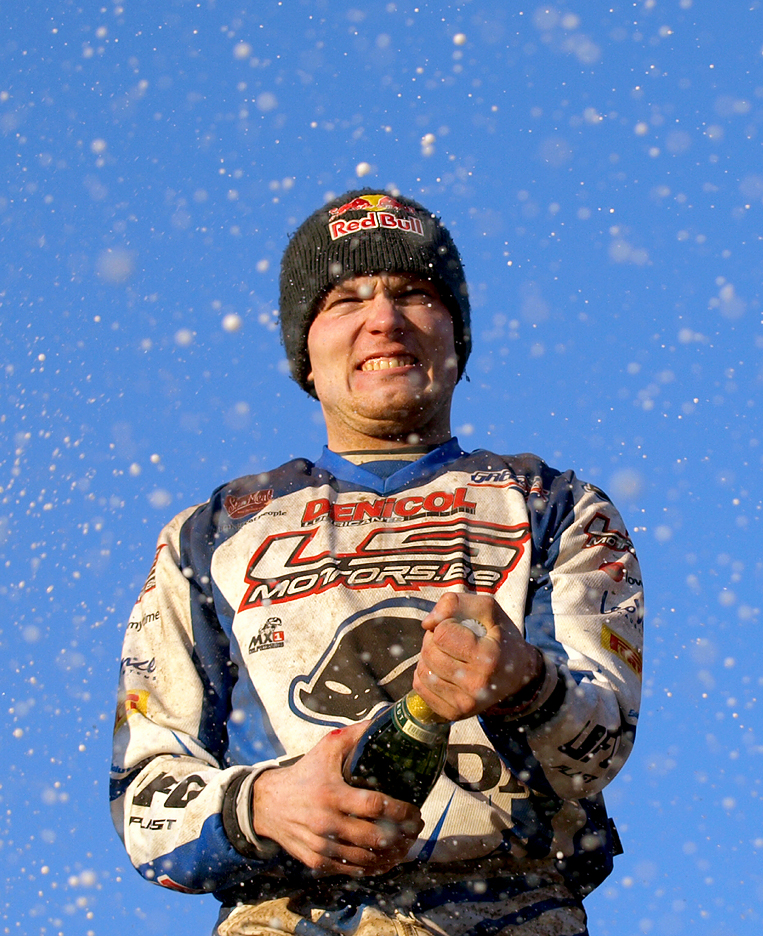
Tanel Leok

Tanel Leok (Võru, 1 juni 1985) is een Ests motorcrosser.

## Carrière
Leok behaalde zijn eerste overwinning in 2000, toen hij de Wereldbeker 85cc won. Dit herhaalde hij in 2001, in de 125cc. Halfweg 2001 werd Leok professioneel motorcrosser, en kwalificeerde zich een aantal keer voor het Wereldkampioenschap motorcross. In 2002 en 2003 reed Leok voor een jeugdteam van KTM, samen met Ben Townley en Tyla Rattray. Die seizoenen werd hij twintigste en vijftiende in de eindstand.
In 2004 maakte Leok de overstap naar de MX1-klasse, rijdend voor Suzuki. Na enkele goede resultaten kreeg hij halfweg het seizoen de kans om met de motor van de geblesseerde Joël Smets te rijden. Leok werd knap zesde in de eindstand. Voor het seizoen 2005 tekende Leok een tweejarige overeenkomst met het fabrieksteam van Kawasaki. In 2005 had Leok het moeilijker, en werd elfde in het eindklassement. In 2006 ging het veel beter: Leok stond vier keer op het podium en werd vijfde in de eindstand van het WK. Leok verlengde zijn contract met Kawasaki en behaalde in 2007 opnieuw drie podiumplaatsen. Hij werd achtste in de eindstand. In 2008 behaalde Leok één podiumplaats en zijn eerste Grand Prix-overwinning uit zijn carrière. Leok werd opnieuw achtste algemeen. In 2009 werd Leok opgenomen in het team van Antonio Cairoli, en ging voor Yamaha rijden. Leok begon het seizoen met zijn tweede GP-overwinning en stond nog eenmaal op het podium. Hij sloot het seizoen af op de zevende plaats. In 2010 reed Leok voor Honda, waar hij ploegmaat werd van Davide Guarneri en begeleid werd door Marnicq Bervoets. Leok behaalde zijn derde GP-overwinning en haalde nog eenmaal een podiumplaats. Leok werd zesde in de eindstand. In 2011 reed Leok voor TM. Hij had het veel moeilijker dit seizoen en stond geen enkele keer op het podium. In het eindklassement werd Leok twaalfde. In 2012 kreeg Leok een plaats in het fabrieksteam van Suzuki, naast Clément Desalle. Hij stond eenmaal op het podium en werd finaal achtste. Voor het seizoen 2013 keerde Leok terug bij TM, nadat hij het seizoen begon bij een Brits Hondateam, dat zich terugtrok uit het WK halfweg het seizoen. Hij behaalde ook dit keer geen podiumplaats, en werd veertiende in het eindklassement. Ook in 2014 bleef Leok bij TM, en kreeg opnieuw Guarneri naast zich. Leok kende een moeizaam seizoen, en geraakte ook nog eens geblesseerd. Een achttiende plaats in de eindstand was het hoogst haalbare resultaat.
Voor 2015 kon Leok geen plaats vinden in het Wereldkampioenschap. Hij tekende bij een Brits Kawasakiteam, en zijn focus ligt dan ook op het Britse Kampioenschap, aangevuld met enkele deelnames in het WK.
Leok maakt sinds 2004 onafgebroken deel uit van het Estse team voor de Motorcross der Naties.
Leok won in 2007 het Open Nederlands Kampioenschap in de MX1-klasse.

## Palmares
| 1 | 31-08-2008 | Ierland            | Dublin   |
| 2 | 29-03-2009 | Italië             | Faenza   |
| 3 | 16-05-2010 | Catalonië (Spanje) | Bellpuig |